# Eduard Wimmer (Politiker)
Eduard Wimmer (* 18. August 1802; † 5. Mai 1878 in Schneeberg (Erzgebirge)) war ein sächsischer Politiker.

## Leben
Eduard Wimmer war ein Sohn des Rektors Adolph Friedrich Wimmer am Lyzeum in Plauen. Von 1844 bis zu seiner Pensionierung 1872 war er Bürgermeister der erzgebirgischen Bergstadt Schneeberg. Von 1848 bis 1869/70 gehörte Wimmer mit einer kurzen Unterbrechung in den Revolutionsjahren 1848/49 der I. Kammer des Sächsischen Landtags in der Klasse der Magistratspersonen an. Ab dem Landtag 1854 war er als 2. Sekretär Mitglied des Präsidiums der Landtagskammer. Wimmer starb Anfang Mai 1878 im Alter 75. Jahren.